# Badenhausen
Badenhausen là một đô thị của huyện Osterode, bang Niedersachsen, Đức. Đô thị này có diện tích 7,41 km².

## Địa lý
Badenhausen nằm ở rìa phía Tây của Upper Harz cũng như Công viên Tự nhiên Harz. Nó nằm trên sông Süse Rhume - suối, nơi sông suối và Sülpkebach mở. Thành phố lớn gần nhất là cựu quận Osterode, nơi có thành phố cốt lõi cách khoảng 5 km về phía nam-đông nam.

## Nền kinh tế và cơ sở hạ tầng

### Giao thông
Phía Bắc của Badenhausen có đường cao tốc B 243 và tuyến đường sắt Herzberg-Seesen. Từ năm 1898 đến năm 1967, các chuyến tàu hỏa của tuyến đường sắt hẹp hẹp Osterode-Kreiensen dừng lại ở một nhà ga xe lửa, nằm ở Bürgerpark ở trung tâm.

### Giáo dục
Ở Badenhausen có một trường trung học và một trường mẫu giáo